# Earth Defense
Earth Defense (conocido The Earth Defend) es un videojuego para Mega Drive considerado raro, fue diseñado y producido íntegramente por Realtec, sin una licencia de Sega. El cartucho de juego y la caja de formas, así como la calidad en los gráficos y arte de la caja son idénticos a los del juego anterior de Realtec Funny World & Balloon Boy. Earth Defense también fue poco frecuente en que se trataba de un desplazamiento vertical de 2 jugadores simultáneos Matamarcianos para Mega Drive que en primer lugar aparece un solo jugador Matamarcianos s. El jugador asume el papel de un piloto de avión asignado a liberar a los cinco continentes del mundo de un ejército tecnológicamente avanzados.

## Arma
Los jugadores tenían dos diferentes tipos de armas para elegir durante el combate. Un Vulcan / arma disparó una onda de propagación y / arma disparó viga. En vez de poseer elementos de bomba, los jugadores tuvieron un elemento protector que hizo que el buque temporalmente invulnerable.

## Niveles
- Nivel 1: Brasil, Sudamérica

- Nivel 2: Washington, America

- Nivel 3: Siberia, Rusia

- Nivel 4: China

- Nivel 5: Nigeria, África